# Camaròptera verdosa
La camaròptera verdosa (Camaroptera brachyura) és una espècie d'ocell passeriforme que pertany a la família Cisticolidae pròpia de l'Àfrica subsahariana.

## Descripció
Fa uns 11 cm de llarg. Les parts superiors són de color verd, tret del cap que és gris. Les ales són verd oliva i les parts inferiors són de color gris blanquinós. Tots dos sexes són similars, però els joves tenen un color groc més apagat al pit.
Igual que la majoria dels membres d'aquest grup, aquesta espècie és insectívora.

## Taxonomia
Va ser descripta per l'ornitòleg francès Louis Jean Pierre Vieillot el 1821 qui la va denominar Sylvia brachyura. La localitat tipus és el Cap de Bona Esperança. La designació específica brachyura deriva del vocable grec brakhus "curt" i -ouros "-cua".5 Posteriorment va ser traslladada al gènere Camaroptera.
Hi ha cinc subespècies reconegudes:
- C. b. pileata (Reichenow, 1891) – sud-est de Kenya al sud-est de Tanzània.
- C. b. fugglescouchmani (Moreau, 1939) – nord-est de Zàmbia, nord de Malawi i est de Tanzània.
- C. b. bororensis (Gunning & Roberts, 1911) – sud de Tanzània, sud de Malawi i nord de Moçambic.
- C. b. constans (Clancey, 1952) – sud-est de Zimbàbue, sud de Moçambic i nord-est de Sud-àfrica.
- C. b. brachyura (Vieillot, 1821) – sud i sud-est de Sud-àfrica.

## Distribució i hàbitat
És un ocell sedentari de l'Àfrica subsahariana.
L'hàbitat natural són les zones de vegetació abundant on sol deambular pels estrats baixos de la coberta. Construeix una càpsula entreteixint fulles de grans proporcions dins la qual construeix un niu amb pastures. La posta consisteix en dos o tres ous.